# 能代市立常盤小学校
能代市立常盤小学校（のしろしりつ ときわしょうがっこう）は、秋田県能代市にあった公立小学校である。

## 概要
- 本校は、能代市北東部の広範囲（旧:二ツ井町域を除く）を学区としていた。

## 児童数[1]
2019年（平成31年・令和元年）度（閉校時点）
| 学年 | 1年 | 2年 | 3年 | 4年 | 5年 | 6年 | 特別支援 | 合計 |
| ---- | --- | --- | --- | --- | --- | --- | -------- | ---- |
| 学級 | 1   | 1   | 0.5 | 0.5 | 0.5 | 0.5 | 1        | 5    |
| 児童 | 2   | 7   | 1   | 10  | 6   | 5   | (1) 内数 | 31   |

- 学級数「0.5」は、複式学級を表す。

## 沿革
- 1875年（明治8年）6月7日 - 常盤村玉鳳院堂内を教場として、常盤小学校開設。
- 1878年（明治11年）10月 - 常盤村456番地に、校舎新築移転。
- 1887年（明治20年）4月 - 常盤尋常小学校と改称。
- 1891年（明治24年）4月 - 常盤村立常盤尋常小学校と改称。
- 1897年（明治30年）4月 - 常盤村立常盤尋常高等小学校と改称。
- 1909年（明治42年）12月 - 現在地に校舎新築移転。
- 1926年（大正15年）12月  - 4教室増築。
- 1938年（昭和13年）5月 - 冬季児童寄宿舎新設。
- 1941年（昭和16年）4月1日 - 国民学校令により、常盤村立常盤国民学校と改称。
- 1947年（昭和22年）4月1日 - 学制改革（学校教育法施行）により、常盤村立常盤小学校と改称。同日、常盤村立常盤中学校を併置する。
- 1952年（昭和27年）3月 - 常盤中学校が、独立校舎に移転。
- 1955年（昭和30年）
  - 4月1日 - 常盤村が能代市に合併された為、能代市立常盤小学校と改称。
  - 11月 - 創立80周年記念式典挙行。校章と校歌を制定。
- 1963年（昭和38年）6月 - 体育館落成記念式を挙行する。
- 1965年（昭和40年）9月 - 創立90周年記念式典挙行。
- 1968年（昭和43年）10月 - 校舎新築第一期工事竣工。
- 1969年（昭和44年）8月 - 校舎新築第二期工事竣工。
- 1970年（昭和45年）
  - 4月 - 山谷小学校を統合。スクールバスの運行開始。
  - 10月 - グラウンド完成。
- 1975年（昭和50年）6月 - 創立100周年記念式典挙行。
- 1981年（昭和56年）9月 - プール竣工。
- 1983年（昭和58年）9月 - 屋根付土俵場が完成。
- 1985年（昭和60年）11月 - 創立110周年記念式典挙行。
- 1994年（平成6年）8月 - 給食調理場の全面改修工事完成。
- 1995年（平成7年）9月 - 創立120周年記念式典挙行。
- 2001年（平成13年）3月 - 学校給食調理場が、統合・廃止される。
- 2003年（平成15年）3月 - 校舎改築工事開始。
- 2004年（平成16年）
  - 3月 - 新校舎完成。
  - 5月 - 新校舎竣工式挙行する。
- 2005年（平成17年）10月 - 創立130周年記念学習発表会開催。
- 2006年（平成18年）4月 - グラウンド完成。
- 2015年（平成27年）10月 - 創立140周年記念学習発表会開催。
- 2019年（令和元年）10月27日 - 体育館にて、閉校式挙行[2]。
- 2020年（令和2年）
  - 3月12日 - 最後の卒業式挙行[3]。最後の卒業生は5名だった。
  - 3月31日 - 閉校。向能代小学校に統合。

## 交通
- 秋北バス「常盤診療所前」バス停下車後、徒歩約490m・約8分。
- JR東日本奥羽本線富根駅から、車で約4.9km・約8分。

## 周辺
- 常盤地域センター
- 秋田県道63号常盤峰浜線
- 米代川